# Роберт Ла Фоллетт
Роберт Меріон «Бійцівський Боб» Ла Фоллетт старший (14 червня 1855 – 18 червня 1925) – американський юрист і політик. Представляв штат Вісконсин в обох палатах Конгресу та обіймав посаду губернатора Вісконсина з 1901 по 1906 рік. Більшу частину свого життя був республіканцем, він балотувався на пост президента Сполучених Штатів як висунутий від своєї Прогресивної партії на президентських виборах 1924 року. Історик Джон Д. Бюнкер описує Ла Фоллетта як «найвідомішу фігуру в історії Вісконсина».
Народився і виріс у Вісконсині, Ла Фоллетт переміг на виборах окружним прокурором округу Дейн у 1880 році. Чотири роки потому його обрали до Палати представників, де він був дружнім з лідерами партії, такими як Вільям Мак-Кінлі. Після втрати свого місця на виборах 1890 року Ла Фоллетт перегрупувався. Як популіст він прийняв прогресивізм і створив коаліцію незадоволених республіканців. Він прагнув бути обраним губернатором у 1896 і 1898 роках, перш ніж виграти губернаторські вибори 1900 року. Будучи губернатором штату Вісконсин, Ла Фоллетт склав прогресивні результати, запровадивши первинні вибори та податкову реформу.
Ла Фоллетт виграв переобрання в 1902 і 1904 роках, але в 1905 році законодавчий орган обрав його до Сенату Сполучених Штатів. Його популістська база посилилася, коли він став національним прогресивним лідером у Сенаті, часто конфліктуючи з консерваторами, такими як Нельсон Олдріч. Спочатку він підтримував президента Вільяма Говарда Тафта, але розійшовся з Тафтом після того, як останній не зміг домогтися зниження тарифних ставок. На президентських виборах 1912 року він кинув виклик Тафту на пост президента від Республіканської партії, але його кандидатура була затьмарена кандидатурою колишнього президента Теодора Рузвельта. Відмова Ла Фоллетта підтримати Рузвельта відштовхнула багатьох прогресивних людей, і, хоча Ла Фоллетт продовжував служити в Сенаті, він втратив свою популярність як лідер прогресивних республіканців цієї палати. Ла Фоллетт підтримував деякі напрямки політики президента Вудро Вільсона, але він розійшовся з президентом через зовнішню політику. Під час Першої світової війни Ла Фоллетт був одним із найвідвертіших противників внутрішньої та міжнародної політики адміністрації та був проти війни.
Оскільки Республіканська та Демократична партії висунули консервативних кандидатів на президентських виборах 1924 року, ліві групи об’єдналися за кандидатуру третьої партії Ла Фоллета. Завдяки підтримці Соціалістичної партії, груп фермерів, профспілок та інших, Ла Фоллет на короткий час представляв собою серйозну загрозу для повалення президента-республіканця Келвіна Куліджа. Ла Фоллетт заявив, що його головна мета — зруйнувати «об’єднану владу системи приватних монополій над політичним та економічним життям американського народу» і він закликав до державної власності на залізниці та електропостачання, дешеві кредити для фермерів, заборону дитячої праці, посилення законів для допомоги профспілкам, захист громадянських свобод і 10-річний термін для членів федерального судочинства. Його складним альянсом було важко керувати, і республіканці об’єдналися, щоб виграти вибори 1924 року. Ла Фоллетт набрав 16,6% голосів, що стало одним із найкращих виступів третьої сторони в історії США. Він помер незабаром після президентських виборів, але його сини, Роберт М. Ла Фоллетт молодший і Філіп Ла Фоллетт, змінили його на посаді прогресивних лідерів у Вісконсині.

## Дитинство та молодість

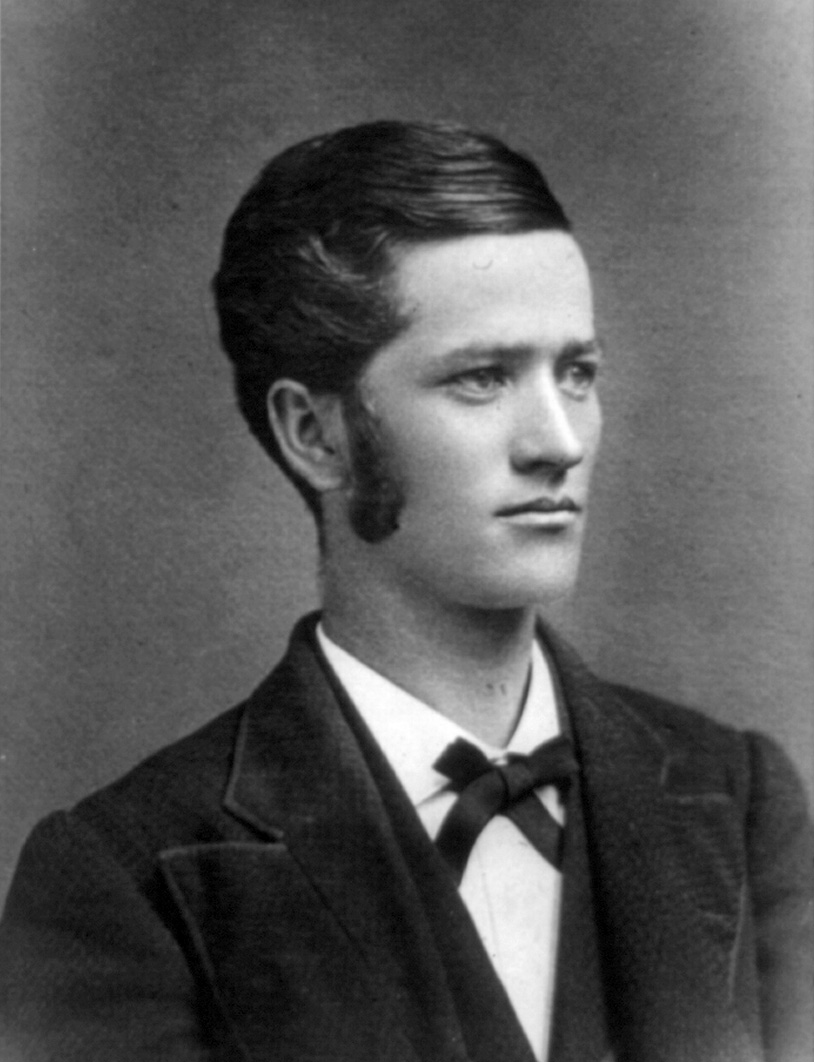
Фото з щорічника коледжу Роберта М. Ла Фоллета, 1879 рік

Роберт Меріон Ла Фоллетт-старший народився на фермі в Примроузі, штат Вісконсин, 14 червня 1855 року. Він був наймолодшим із п’яти дітей, народжених у сім’ї Джозіа Ла Фоллетт і Мері Фергюсон, які оселилися у Вісконсині в 1850 році.  Джосія походила з французьких гугенотів, тоді як Мері була шотландського походження.  Прапрадід Ла Фоллетт, Джозеф Ла Фоллетт, емігрував із Франції до Нью-Джерсі в 1745 році. Прапрадід Ла Фоллетт переїхав до Кентуккі, де вони були сусідами родини Лінкольн.
Джосія помер лише через вісім місяців після народження Роберта, а в 1862 році Мері вийшла заміж за Джона Сакстона, багатого сімдесятирічного торговця. Погані стосунки Ла Фоллетта з Сакстоном спричинили важке дитинство. Хоча його мати була демократкою, Ла Фоллетт, як і більшість його сусідів, став членом Республіканської партії.
Ла Фоллетт почав відвідувати школу у віці чотирьох років, хоча він часто працював на сімейній фермі. Після смерті Сакстона в 1872 році Ла Фоллетт, його мати та старша сестра переїхали до сусіднього міста Медісон. Ла Фоллетт почав відвідувати Університет Вісконсина в 1875 році і закінчив його в 1879 році зі ступенем бакалавра наук.  Він був посереднім студентом, але виграв загальнодержавний конкурс ораторського мистецтва та заснував студентську газету під назвою University Press. На нього глибоко вплинув президент університету Джон Баском у питаннях моралі, етики та соціальної справедливості. Під час навчання в університеті він став вегетаріанцем, заявивши, що його дієта дає йому більше енергії та «ясну голову».
Ла Фоллетт познайомився з Белль Кейс під час навчання в Університеті Вісконсина, і вони одружилися 31 грудня 1881 року  в її сімейному будинку в Барабу, штат Вісконсин. Вона стала лідером феміністичного руху, прихильницею виборчого права для жінок і значно вплинула на розвиток ідей Ла Фоллет.

## Початок політичної кар'єри

### Палата представників
Ла Фоллетт був прийнятий до асоціації адвокатів штату в 1880 році.  Того ж року він переміг на виборах окружним прокурором округу Дейн, штат Вісконсин, розпочавши довгу кар’єру в політиці. Він став протеже Джорджа Е. Браянта, багатого бізнесмена Республіканської партії та землевласника з Медісона.  У 1884 році він переміг на виборах до Палати представників  ставши наймолодшим членом наступного 49-го Конгресу. Його політичні погляди в основному збігалися з поглядами інших північних республіканців того часу; він підтримував високі тарифиставок і розвинув міцні стосунки з Вільямом Мак-Кінлі.  Однак іноді він відхилявся від побажань лідерів партії, коли голосував за Закон про міжштатну торгівлю 1887 року та Антимонопольний акт Шермана 1890 року.  Він також засуджував расову дискримінацію на півдні Сполучених Штатів і виступав за законопроект про Лодж, який забезпечував би федеральний захист від масового позбавлення прав афроамериканців на Півдні. Milwaukee Sentinel називав його «настільки хорошим хлопцем, що він подобається навіть його ворогам». Погляди на расові та етнічні питання не були центральними в політичному мисленні Ла Фоллета. Його дружина була сильнішою прихильницею громадянських прав.
У віці 35 років Ла Фоллетт втратив своє місце в результаті розгрому Демократичної партії 1890 року. Кілька факторів сприяли його втраті, у тому числі законопроект про обов’язкову освіту, ухвалений контрольованим республіканцями законодавчим органом штату в 1889 році. Оскільки закон вимагав, щоб основні предмети в школах викладалися англійською мовою, це сприяло розколу між католицькою та лютеранською громадами в Вісконсин. Підтримка Ла Фоллеттом захисного тарифу Мак-Кінлі також могла зіграти свою роль у його поразці.  Після виборів Ла Фоллет повернувся до Медісона, щоб розпочати приватну юридичну практику.  Письменник Кріс Шталь писав, що завдяки своїй «надзвичайно енергійній» і домінуючій особистості він став відомий як «Бійцівський Боб» Ла Фоллетт.

### Кандидат у губернатори

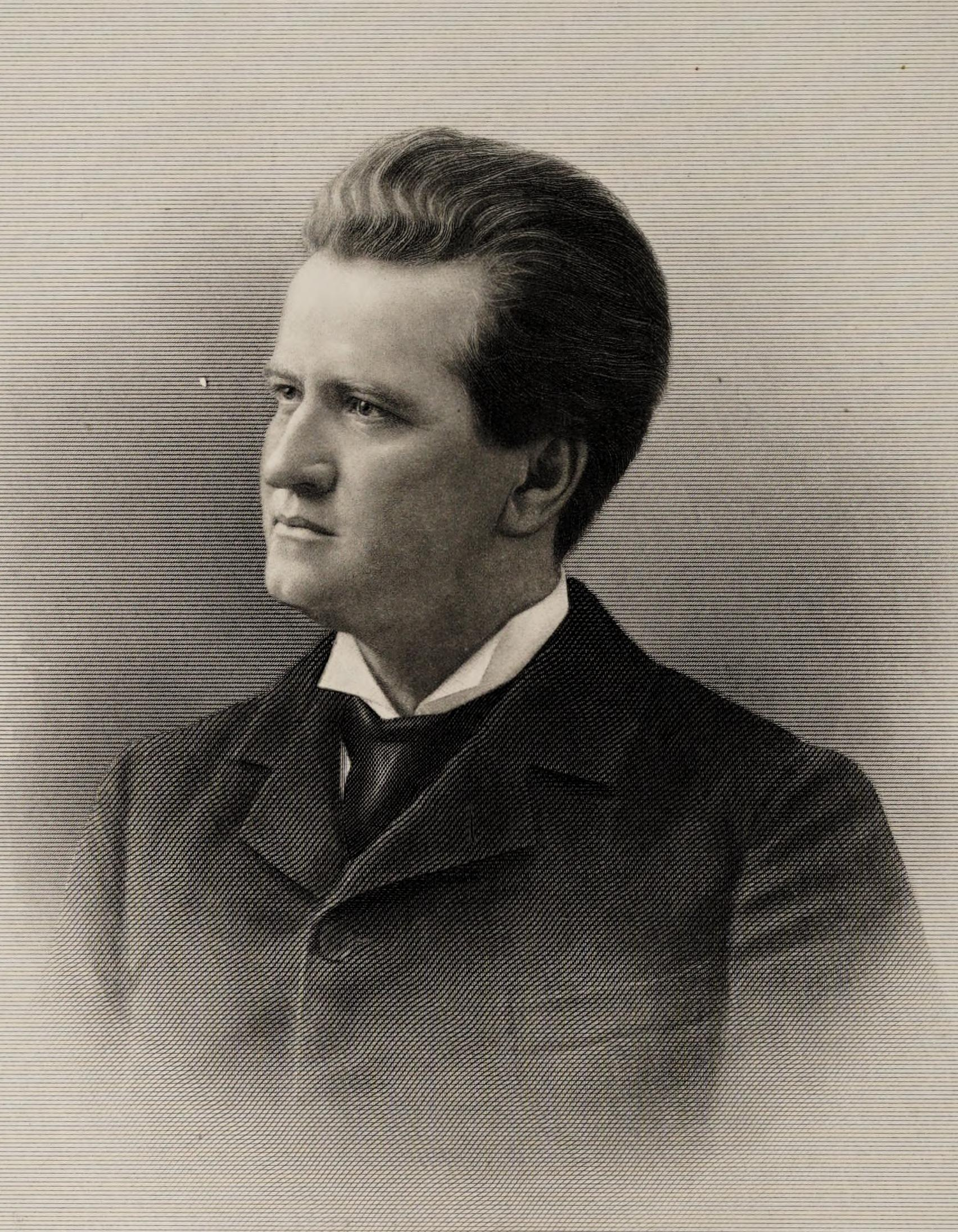
Портрет з історії адвокатської палати Вісконсина, том. 2, 1898

У своїй автобіографії Ла Фоллетт пояснює, що він пережив політичне прозріння в 1891 році після спроби сенатора Філета Сойєра підкупити його. Ла Фоллетт стверджував, що Сойєр запропонував хабар, щоб Ла Фоллетт вплинув на свого швагра, суддю Роберта Г. Зібеккера, який головував у справі про державні кошти, які республіканські чиновники нібито розтратили. Публічне звинувачення Ла Фоллетта у хабарництві прискорило розкол із багатьма друзями та лідерами партії, хоча він продовжував підтримувати кандидатів від Республіканської партії, таких як Джон Койт Спунер. Він також рішуче підтримав балотування Мак-Кінлі на пост президента на виборах 1896 року та засудив демократів.кандидат у президенти Вільям Дженнінгс Браян як радикал.  Замість того, щоб знищити партію чи піти з політики, Ла Фоллетт почав створювати коаліцію незадоволених республіканців, багато з яких були відносно молодими та добре освіченими.  Серед його ключових союзників були колишній губернатор Вільям Д. Хоард та Ісаак Стівенсон, останній з яких видавав про-Ла Фоллетт газету.  Коаліція Ла Фоллетта також включала багатьох осіб із великого скандинавського населення штату, включаючи Нільса П. Гаугена, Ірвіна Ленрут та Джеймса О. Девідсона.
Починаючи з 1894 року, коаліція Ла Фоллета зосередилася на виграші посади губернатора Вісконсину. Коли Ла Фоллетт був керівником його кампанії, Хауген прагнув висунути кандидатуру від республіканців на посаду губернатора в 1894 році, але він зазнав поразки від Вільяма Х. Апхема.  Ла Фоллет балотувався на посаду губернатора від Республіканської партії в 1896 році, але його випередив Едвард Скофілд; Ла Фоллетт стверджував, що Скофілд виграв номінацію лише після того, як лідери консервативної партії підкупили деяких делегатів від Республіканської партії. Ла Фоллетт відмовився балотуватися як незалежний кандидат, незважаючи на прохання деяких прихильників, і після виборів він відхилив пропозицію президента Вільяма Мак-Кінлі стати контролером валюти. У 1897 році Ла Фоллетт почав виступати за заміну партійних зборів і з'їздів, традиційного методу партійного висування на посади, первинними виборами, які дозволяли виборцям безпосередньо обирати партійних кандидатів.  Він також засуджував владу корпорацій, звинувачуючи в тому, що вони взяли під контроль Республіканську партію.  Ці прогресивні позиції ставали все більш популярними після паніки 1893 року, серйозного економічного спаду, який змусив багатьох переглянути свої політичні переконання.
Ла Фоллет балотувався на пост губернатора вдруге в 1898 році, але знову зазнав поразки від Скофілда на первинних виборах від Республіканської партії.  У 1900 році Ла Фоллет зробив третю заявку на посаду губернатора і виграв номінацію від республіканців, частково тому, що він досяг згоди з багатьма лідерами консервативної партії. Пройшовши вдалий рік для республіканців по всій країні, Ла Фоллетт рішуче переміг свого опонента від Демократичної партії Луїса Г. Бомріча на загальних виборах, набравши трохи менше 60 відсотків голосів.

## Губернатор штатуВісконсин(1901–1906)

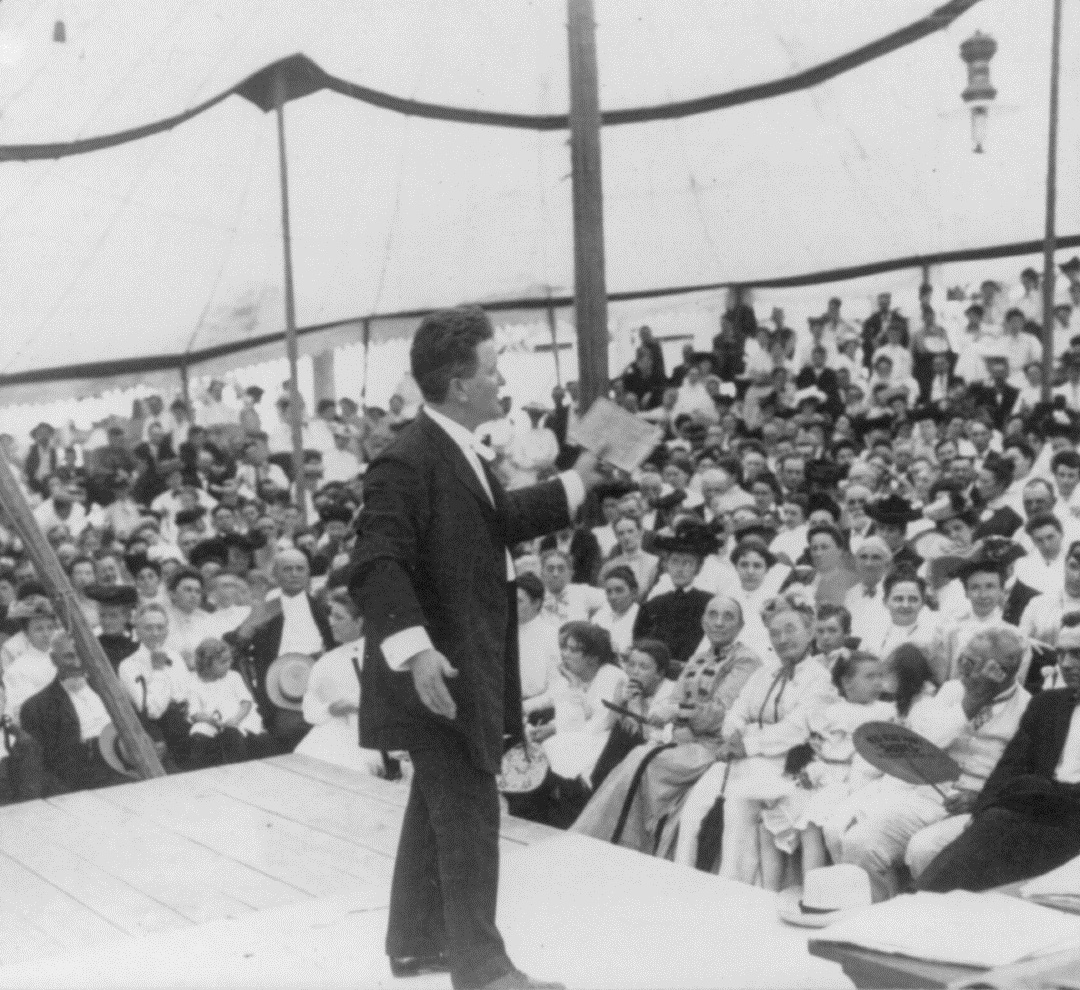
Ла Фоллетт виступає на великому зібранні Чатокуа Декейтер (Іллінойс), 1905 рік

Після вступу на посаду Ла Фоллетт закликав до амбітної програми реформ, з двома його головними пріоритетами — проведення первинних виборів  і реформа податкової системи штату. Спочатку Ла Фоллетт сподівався співпрацювати з консервативною фракцією Республіканської партії, щоб провести ці реформи, але консерватори та зацікавлені залізничники порвали з губернатором. Ла Фоллет наклав вето на законопроект про первинні вибори, який стосувався лише місцевих виборів, тоді як Сенат штату проголосував за офіційне осудження губернатора після того, як він напав на законодавчий орган за те, що він не проголосував за його податковий законопроект. Лідери консервативної партії намагалися відмовити Ла Фоллетту в повторному призначенні в 1902 році, але активні прихильники Ла Фоллетта перемогли консерваторів і взяли під контроль державний з'їзд, реалізуючи прогресивну партійну платформу. На загальних виборах 1902 року Ла Фоллетт рішуче переміг консервативного кандидата від Демократичної партії, мера Мілуокі Девіда Стюарта Роуза.
Після виборів 1902 року законодавчі збори штату прийняли прямий праймеріз (з урахуванням загального референдуму) і законопроект про податкову реформу Ла Фоллета. Новий податковий закон, який вимагав від залізниць сплачувати податки на основі власності, а не прибутку, призвів до того, що залізниці сплачували майже подвійну суму податків, яку вони сплачували до прийняття закону.  Досягнувши своїх перших двох головних цілей, Ла Фоллетт зосередився на регулюванні тарифів на залізниці, але залізниці завадили ухваленню його законопроекту в 1903 році. Протягом цього періоду Ла Фоллетт дедалі більше переконувався в необхідності прямого доходу податку, щоб мінімізувати ухилення від сплати податків багатими. Під час свого губернаторства Ла Фоллетт призначив афроамериканця Вільяма Міллера на посаду у своєму офісі.
Після перерви в парламенті в середині 1903 року Ла Фоллетт почав читати лекції на трасі Чатокуа, виголосивши 57 промов на Середньому Заході.  Він також привернув увагу таких журналістів, як Рей Стеннард Бейкер і Лінкольн Стеффенс, багато з яких підтримували прогресивну програму Ла Фоллетта.  Постійний рух Ла Фоллета до прогресивізму відштовхнув багатьох лідерів Республіканської партії, і послідовники Ла Фоллета та лідери консервативної партії провели окремі з'їзди в 1904 році; зрештою, Верховний суд штату оголосив, що Ла Фоллетт був кандидатом у губернатори від Республіканської партії в 1904 році. На загальних виборах у Вісконсині того року Ла Фоллетт набрав 51 відсоток голосів, але він пройшов далеко позаду президента-республіканця Теодора Рузвельта, який отримав 63 відсотки голосів у Вісконсині на національних виборах для порівняння. На тих самих виборах виборці Вісконсину схвалили проведення прямих праймеріз.
Під час кампанії 1904 року Ла Фоллетт пообіцяв, що не піде у відставку з поста губернатора протягом свого терміну, але після перемоги на переобранні він наказав представнику штату Ірвіну Ленруту, близькому політичному союзнику, забезпечити його обрання до Сенату Сполучених Штатів.  Незабаром після того, як Ла Фоллет виголосив інавгураційне послання свого третього терміну губернатора, Ленрут почав зустрічатися з іншими законодавцями, щоб переконатися, що Ла Фоллетт зможе виграти вибори до Сенату; в той час законодавчі збори штату обирали сенаторів.  Ла Фоллетт був офіційно висунутий партією республіканців 23 січня 1905 року, а законодавчий орган штату обрав його наступного дня. Ла Фоллетт відкладав прийняття кандидатури і продовжував служити губернатором до грудня 1905 року, коли він оголосив про свою відставку.  Протягом 1905 року Ла Фоллетт продовжував просувати свою прогресивну політику, включаючи державне регулювання залізничних тарифів. Законодавчі збори штату прийняли відносно слабкий нормативно-правовий законопроект, на який Ла Фоллетт думав накласти вето, але врешті він підписав закон.  Лейтенант-губернатор Джеймс О. Девідсон змінив Ла Фоллетта на посаді губернатора та виграв переобрання в 1906 році.

## Сенатор(1906–1925)

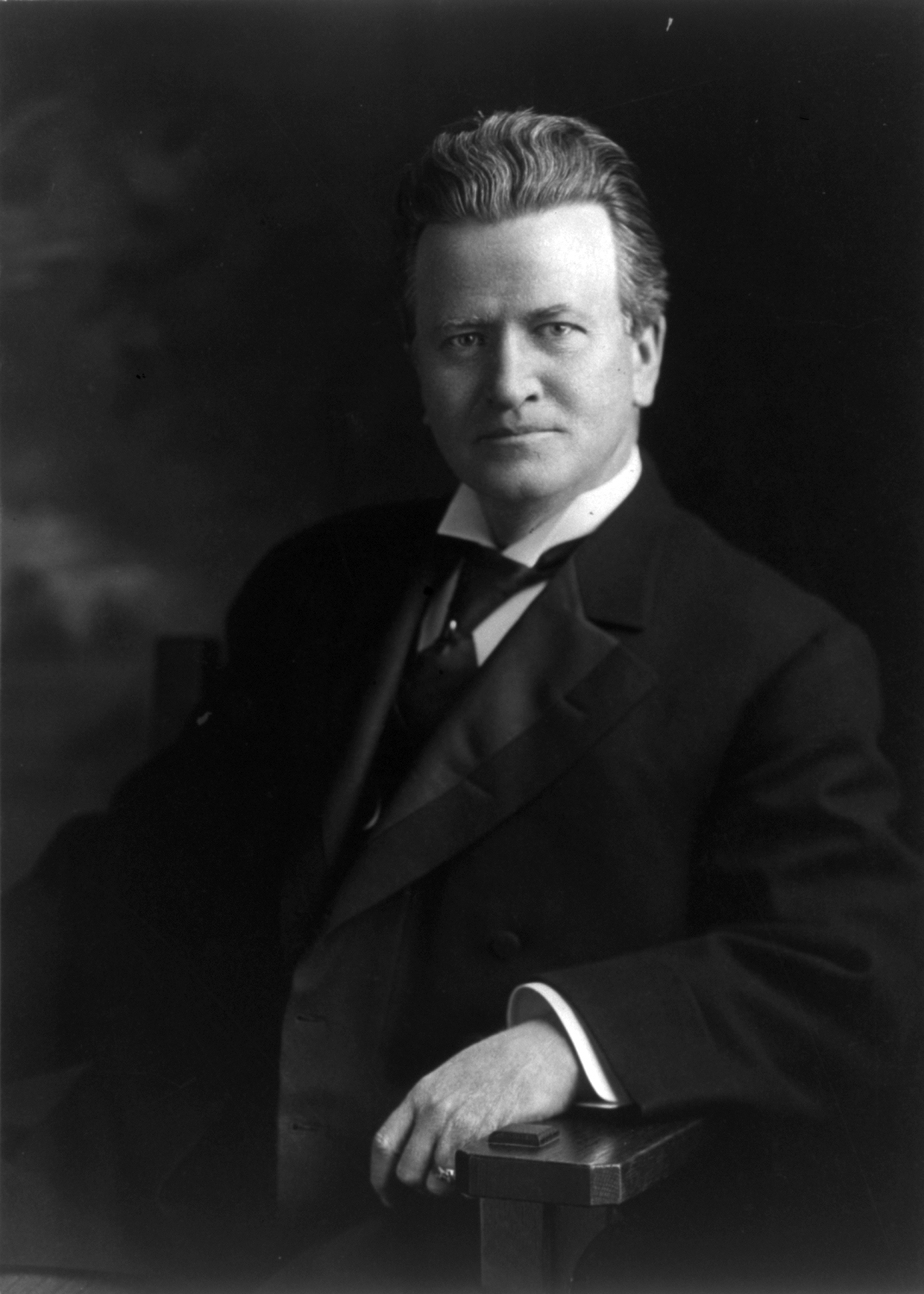
Ла Фоллетт в 1908 році

Ла Фоллет відразу став прогресивним лідером у Сенаті. Спочатку він зосередився на законопроекті про регулювання залізниці, який пройшов через Сенат;  він атакував законопроект, згодом відомий як Закон Хепберна, як пом'якшений компроміс.  Він також почав кампанію по всій країні, виступаючи за обрання прогресивних сенаторів.  Лідери консервативної партії, зокрема Спунер і Нельсон В. Олдріч, ненавиділи Ла Фоллета, вважаючи його небезпечним демагогом. Сподіваючись позбавити Ла Фоллета якомога більшого впливу, Олдріх і його союзники зарахували Ла Фоллета до незначних комітетів і завантажили його рутинною роботою. Тим не менш, Ла Фоллетт знайшов способи атакувати монополістичні вугільні компанії, і він наполягав на розширенні повноважень Міждержавного торговельного комітету щодо регулювання залізниць.
За допомогою співчуваючих журналістів Ла Фоллетт також очолив ухвалення Закону про години роботи залізниці 1907 року, який забороняв залізничникам працювати більше 16 годин поспіль.  Хоча спочатку у нього були теплі стосунки з президентом Рузвельтом, Ла Фоллетт дещо розлютив президента після того, як Рузвельт відмовився підтримати деякі прогресивні заходи, такі як фізична оцінка майна залізниці. Коли Рузвельт не підтримав законопроект Ла Фоллетта про вилучення мінеральних земель з корпоративної експлуатації, Ла Фоллетт сказав Белль, що Рузвельт «кидає мене щодня чи близько того».  Тим часом Ла Фоллет відвернув деяких своїх прихильників у Вісконсині, віддавши перевагу Стівенсону, своєму головному донору, а не Ленруту на виборах, щоб зайняти місце сенатора Джона Койта Спунера, який йде у відставку. Після паніки 1907 року Ла Фоллетт рішуче виступив проти Закону Олдріча-Вріланда, який дозволяв випуск 500 мільйонів доларів у валюті, забезпеченій облігаціями. Він стверджував, що паніка була спровокована "Money Trust", групою з 97 великих корпорацій, які намагалися використати паніку, щоб знищити конкурентів і змусити уряд підтримати їхній бізнес.  Ла Фоллетт не зміг перешкодити прийняттю законопроекту, але його 19-годинна промова, найдовша флібустьєрська промова в історії Сенату до того моменту, виявилася популярною по всій країні.
Починаючи з 1908 року Ла Фоллет неодноразово домагався обрання президентом.  Ла Фоллетт сподівався, що підтримка таких впливових журналістів, як Лінкольн Стеффенс і Вільям Рендольф Херст, переконає лідерів республіканців висунути його на пост президента в 1908 році, але він не зміг створити міцну базу підтримки за межами Вісконсину.  Хоча він увійшов до національного з’їзду Республіканської партії 1908 року за підтримки більшості делегатів Вісконсину, жоден делегат за межами його рідного штату не підтримав його кандидатуру.  На початку конвенції військовий міністр Вільям Говард Тафтбув кращим вибором президента Рузвельта, але Тефту протистояли деякі консерватори в партії. Ла Фоллетт сподівався, що він може стати кандидатом у президенти від Республіканської партії після кількох голосувань, але Тафт виграв номінацію в першому турі з’їзду. Тим не менш, Ла Фоллетт був задоволений тим, що партійна платформа закликала до зниження тарифу і що Тафт зазначив, що він наслідуватиме підтримку прогресивної політики Рузвельта. Тафт переміг Вільяма Дженнінгса Брайана на виборах 1908 року, а кілька прогресистів перемогли на паралельних виборах до Конгресу.  На початку 1909 року La Follette запустив La Follette's Weekly Magazine, тираж якого швидко перевищив 30 000 примірників. У березні 1924 року Ла Фоллетт сприяв призначенню афроамериканця Волтера І. Коена контролером порту Нового Орлеана.

### Боротьба з адміністрацією Тафта (1909–1913)
Разом з Джонатаном П. Доллівером Ла Фоллетт очолював прогресивну фракцію республіканців у Сенаті, яка вступила в конфлікт з Олдрічем через зниження тарифних ставок. Їхня боротьба за зниження тарифів була мотивована бажанням знизити ціни для споживачів, оскільки вони вважали, що високі ставки Закону Дінглі 1897 року несправедливо захищали великі корпорації від конкуренції і таким чином дозволяли цим корпораціям стягувати високі ціни.  Незважаючи на широке бажання споживачів знизити ціни та партійну платформу, яка закликала до зниження тарифів, Олдріч та інші партійні лідери висунули закон Пейна-Олдріча про тарифи., який значною мірою зберіг високі тарифні ставки Закону Дінглі. За підтримки президента Тафта тариф Пейна-Олдріча був прийнятий Сенатом; всі сенатори-республіканці, крім групи прогресистів Ла Фоллета, проголосували за тариф. Прогресисти, однак, почали процес пропозиції Шістнадцятої поправки, яка фактично дозволить федеральному уряду стягувати податок на прибуток.
Наприкінці 1909 року Тафт звільнив Луїса Ґлевіса, чиновника Міністерства внутрішніх справ, який стверджував, що міністр внутрішніх справ Річард А. Баллінгер сприяв незаконному розширенню видобутку вугілля на державних землях на Алясці. Виникла суперечка між Пінчотом і Баллінгером зіштовхнула Баллінгера і Тафта з Гіффордом Пінчотом, головою Лісової служби Сполучених Штатів і близьким другом Теодора Рузвельта. Прогресисти Ла Фоллетта різко критикували адміністрацію Тафта за її вирішення суперечки та ініціювали розслідування цієї справи в Конгресі.
Успішна кампанія переобрання Ла Фоллета на початку 1911 року ще більше зміцнила його позицію як лідера прогресивної фракції Республіканської партії.  У січні 1911 року, після консультацій із співчуваючими журналістами та державними службовцями, Ла Фоллет заснував Національну прогресивну республіканську лігу, організацію, яка займалася ухваленням прогресивних законів, таких як первинні вибори, прямі вибори сенаторів США та референдуми. Ла Фоллетт сподівався, що ліга також сформує базу підтримки для боротьби з Тафтом за висунення в президенти від Республіканської партії 1912 року.  Ліга отримала підтримку дев'яти сенаторів, 16 конгресменів, чотирьох губернаторів і таких відомих осіб, як Пінчот і Луї Брендайс, але особливо бракувало підтримки колишнього президента Рузвельта. Пояснюючи свою відмову приєднатися до ліги, Рузвельт стверджував, що вважав організацію занадто радикальною, заявивши про своє «бажання піти шляхом Авраама Лінкольна, а не шляхом Джона Брауна та Венделла Філіпса ».
До середини 1911 року більшість прогресистів вважали, що боротьба за кандидатуру від Республіканської партії 1912 року буде вестися між Ла Фоллеттом і Тафтом, але сам Ла Фоллетт побоювався, що Рузвельт кинеться в перегони. Багато прогресивних лідерів різко критикували Ла Фоллета за те, що він зосередився на написанні своєї автобіографії, а не на передвиборній кампанії по всій країні.  Ла Фоллетт вірив, що його автобіографія допоможе йому отримати голоси,  і сказав: «Кожен рядок цієї автобіографії написаний з явною метою показати боротьбу за більш представницький уряд, яка йде вперед у цій країні, і підбадьорювати бійців за цю справу». Рузвельт оголосив про свою кандидатуру від Республіканської партії на початку 1912 року, але Ла Фоллет відхилив прохання Пінчота та деяких інших прогресивних лідерів вийти з перегонів і підтримати колишнього президента.
У Філадельфії 2 лютого 1912 року Ла Фоллетт виголосив катастрофічну промову на бенкеті видавців періодичних видань. Він виступав протягом двох годин перед аудиторією з 500 впливових національно впливових редакторів журналів і письменників.  Конгресмен Генрі Купер, друг і соратник сенатора, був там і склав меморандум:

Ла Фоллет убив себе політично своєю найнещаснішою (гіршою за цю промову). Це була шокуюча сцена. Він постійно втрачав самовладання — тряс кулаком — слухачів, які почали виходити надто втомленими, щоб слухати довше, — був образливим, негарним у манері... З самого початку його мова була нудною, недоречною (для бенкету, як що), стереотипною.... Секретар Лафоллета підійшов до мене... і з пригніченим, огидним виглядом тихо сказав мені: «Це жахливо — він робить зробив дурня з себе". Це закінчує його кандидатуру в президенти.

Більшість глядачів вирішила, що Ла Фоллет пережив психічний зрив, і більшість його прихильників перейшли до Рузвельта. Родина Ла Фоллетта сказала, що він був засмучений, коли дізнався, що його дочці Мері потрібна операція. Вона видужала, але його кандидатура ні.  Тим не менш, Ла Фоллетт продовжував кампанію, зосереджуючи свої напади на Рузвельті, а не на Тафті.
Ла Фоллетт сподівався відновити свою кампанію завдяки перемогам на праймеріз Республіканської партії 1912 року, але зміг перемогти лише у Вісконсині та Північній Дакоті.  Він продовжував опонувати Рузвельту на національному з'їзді Республіканської партії 1912 року, який зрештою знову висунув Тафта. Прихильники Рузвельта знищили Республіканську партію, заснували Прогресивну партію та висунули Рузвельта за списком третьої партії. Лафолет продовжував нападати на Рузвельта як на зрадника прогресивної справи. Він залишався нейтральним у тристоронній боротьбі на загальних виборах між Рузвельтом, Тафтом і кандидатом від Демократичної партії Вудро Вільсоном. Після розколу Республіканської партії Вільсон став тріумфатором на виборах 1912 року. Поведінка Ла Фоллета під час кампанії зруйнувала його авторитет як лідера прогресивних республіканців у Сенаті, оскільки багато прогресивних людей вважали, що відмова Ла Фоллетта працювати з Рузвельтом завдала шкоди прогресивній справі та сприяла повторному висуненню Тафта як кандидата від Республіканської партії.

### Адміністрація Вільсона (1913–1921)
Ла Фоллетт спочатку сподівався тісно співпрацювати з адміністрацією Вільсона, але Вілсон зрештою вирішив покластися на демократів Конгресу для ухвалення законодавства. Тим не менш, Ла Фоллетт був єдиним сенатором-республіканцем, який проголосував за Закон про доходи 1913 року, який знизив тарифні ставки та стягував федеральний прибутковий податок. Ла Фоллетт, який хотів використати податок на прибуток з метою перерозподілу доходу, вплинув на законопроект, закликавши збільшити додатковий податок для тих, хто заробляє понад 100 000 доларів на рік.  Ла Фоллетт і його колеги-прогресисти оскаржували запропонований Вілсоном закон про Федеральну резервну систему як надто дружній до банківського істеблішменту, але Вілсон переконав демократів прийняти його законопроект. Ла Фоллетт також конфліктував із південними демократами, такими як Джеймс К. Вардаман, який спрямував переваги ферми Закону Сміта-Левера 1914 року подалі від афроамериканців.  У 1915 році Ла Фоллет домігся прийняття Закону про моряків, який дозволяв морякам звільнятися з роботи в будь-якому порту, де розвантажувався вантаж; законопроект також вимагав, щоб пасажирські судна включали рятувальні шлюпки.
На проміжних виборах 1914 року Ла Фоллетт і його прогресивні союзники у Вісконсині зазнали великої поразки, коли консервативний виконавчий директор залізниці Емануель Л. Філіпп переміг на виборах губернатора.  Ла Фоллетт відбив первинний виклик у 1916 році та продовжив рішучу перемогу над своїм опонентом від Демократичної партії на загальних виборах, але Філіп також виграв переобрання.  До 1916 року зовнішня політика стала ключовим питанням у країні, і Ла Фоллет рішуче виступив проти американської інтервенції в Латинській Америці. Після початку Першої світової війни в 1914 році Ла Фоллетт хвалив політику нейтралітету адміністрації Вільсона, але він порвав з президентом, оскільки Вільсон проводив політику, сприятливу для союзних держав.  Теодор Рузвельт назвав його «скунсом, якого слід повісити», коли він виступав проти озброєння американських торгових суден.
Ла Фоллетт виступав проти вступу Сполучених Штатів у Першу світову війну. 4 квітня 1917 р., у день голосування щодо оголошення війни Конгресом США, Ла Фоллетт під час дебатів перед Сенатом США сказав: «Стийте твердо проти війни та майбутнє буде шанувати вас. Колективне вбивство не може встановити права людини. Для нашої країни вступ у європейську війну було б зрадою людства».  Зрештою Сенат США проголосував за підтримку вступу у війну 82–6, а через два дні резолюція була прийнята Палатою представників 373–50.  La Follette зіткнувся з негайною відмовою, в тому числі з боку Wisconsin State Journal, чия редакційна стаття стверджувала, що La Follette діє від імені німецьких інтересів. Газета зазначила: «Це демонструє його категоричну пронімецьку (і) неамериканську позицію... Це не що інше, як жалюгідно бачити таку людину, як Ла Фоллетт, чиї численні відважні битви за демократію полюбили його серця. сотень тисяч американців, які зараз піддаються заохоченню автократії. І це все».  Після того, як США оголосили війну, Ла Фоллетт засудив багато політики адміністрації під час війни, включаючи Закон про вибіркову службу 1917 року та Закон про шпигунство 1917 року.  Це викликало гнів багатьох американців, які вважали, що Ла Фоллетт був зрадником своєї країни, фактично підтримуючи Німеччину.
Після початку російської революції наприкінці 1917 року Ла Фоллет підтримав більшовиків, які, на його думку, «борються за встановлення індустріальної демократії». Він засуджував втручання союзників у Громадянську війну в Росії в 1919 році, яке, на його думку, випливало з бажання Вільсона запобігти поширенню соціалізму.  Під час Першого червоного страху, післявоєнного періоду в Сполучених Штатах, відзначеного широко поширеним страхом перед соціалізмом і анархізмом, Ла Фоллетт засудив рейди Палмера, домагався скасування Закону про шпигунство та запропонував амністію для політичних в'язнів, таких як Євген В. Дебс. Разом із різноманітною групою прогресивних і консервативних сенаторів-республіканців він допоміг перешкодити США ратифікувати Версальський договір. Ла Фоллетт вважав, що Ліга Націй, життєво важливий компонент Версальського договору, в першу чергу була створена для захисту домінуючих фінансових інтересів Сполучених Штатів і союзних держав.

### Адміністрація Гардінга-Куліджа (1921–1924)
Ла Фоллет зберіг вплив у Вісконсині після війни, і він очолював прогресивну делегацію на національному з'їзді Республіканської партії 1920 року. Проте по всій країні Республіканська партія все більше сприймала консерватизм, і Ла Фоллетта засудили як більшовика, коли він закликав до скасування Акту Еша-Каммінса 1920 року. Після того, як Республіканська партія висунула сенатора-консерватора Уоррена Г. Гардінга, Ла Фоллетт розглянув кандидатуру третьої сторони на пост президента, хоча врешті він не балотувався на пост президента, оскільки різні прогресивні групи не змогли дійти згоди щодо платформи.  Після президентських виборів 1920 р, який виграв Хардінг, Ла Фоллетт став частиною «фермерського блоку» конгресменів, які домагалися федеральних сільськогосподарських позик, зниження тарифних ставок та інших заходів, спрямованих на допомогу фермерам.  Він також опирався зниженню податків, запропонованому міністром фінансів Ендрю Меллоном, і його опозиція допомогла запобігти Конгресу скоротити податки настільки глибоко, як це було запропоновано міністром фінансів.
У 1922 році Ла Фоллетт рішуче переміг конкурентну боротьбу з боку консервативних союзників президента Гардінга, і він переобрався, набравши 81 відсоток голосів. По всій країні на виборах зазнали поразки багато консервативних республіканців, залишивши Ла Фоллетта та його союзників контроль над балансом сил у Конгресі.  Після того, як Верховний суд скасував федеральний закон про дитячу працю, Ла Фоллетт став дедалі гостріше критикувати Суд і запропонував поправку, яка дозволить Конгресу повторно прийняти будь-який закон, визнаний неконституційним.  Ла Фоллетт також розпочав розслідування щодо адміністрації Гардінга, і його зусилля врешті-решт допомогли розкрити скандал у Teapot Dome. Гардінг помер у серпні 1923 року, його наступником став віце-президент Келвін Кулідж, який твердо стояв на консервативному крилі Республіканської партії.
У 1920–1921 роках Ла Фоллетт продовжував підтримувати більшовиків у громадянській війні в Росії, на додаток до свого рішучого засудження імперіалізму та мілітаризму в цьому конфлікті та поза ним. В американській і британській версіях він продовжував виступати проти врегулювання нагляду за договором і продовжував відкидати Лігу Націй. Він виступав за самоврядування Ірландії, Індії, Єгипту та відкликання іноземних інтересів із Китаю. До 1922 року він зосередився переважно на внутрішніх справах.

## Президентська кампанія 1924 року

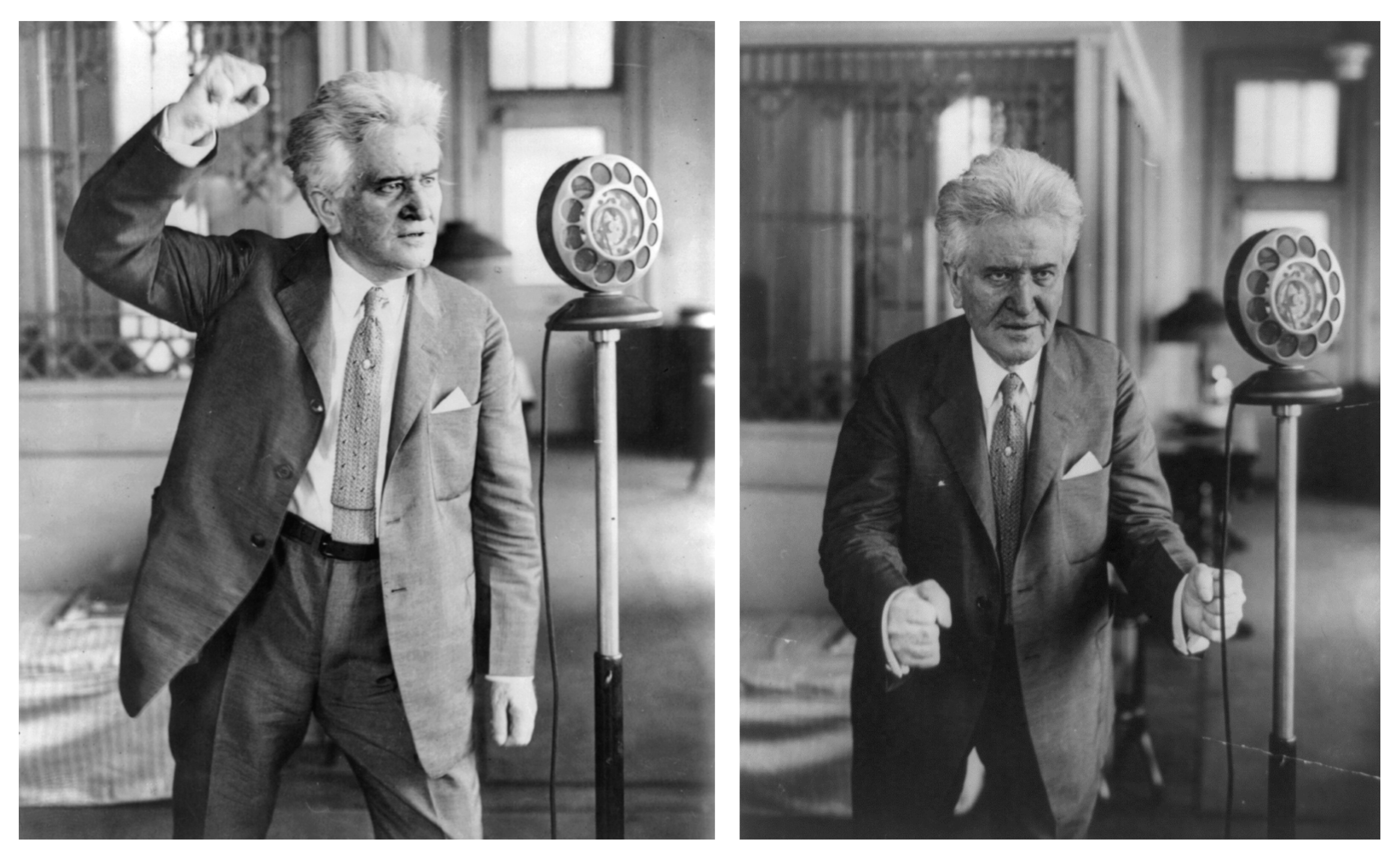
Ла Фоллет записує радіопромову в 1924 році, незадовго до своєї смерті

До 1924 року консерватори переважали в обох основних партіях. У 1923 році Ла Фоллетт почав планувати балотуватися на пост президента третьої партії, відправляючи своїх союзників у різні штати, щоб створити базу підтримки та забезпечити доступ до бюлетенів. На початку 1924 року група профспілок, соціалістів і фермерських груп, натхнена успіхом Лейбористської партії Великобританії, заснувала Конференцію прогресивних політичних дій (CPPA) як головну організацію лівих груп. Крім профспілок і фермерських груп, CPPA також включав групи, що представляють афроамериканців, жінок і виборців коледжів. CPPA запланувала національний з’їзд для висунення кандидата в президенти в липні 1924 року Ла Фоллетт змінив свою попередню пробільшовицьку позицію після відвідин Радянського Союзу наприкінці 1923 року, де він побачив вплив комунізму на громадянські свободи та політичні права. У цей же час Ла Фоллетт відвідав Англію, Німеччину та Італію, де він висловив лідеру Беніто Муссоліні своє занепокоєння відсутністю свободи в прессі.  Разом з іншими лівими групами, які підтримують Ла Фоллета, Комуністична партія висунула свого першого кандидата в президенти Вільяма З. Фостера.
3 липня 1924 року, за день до конвенції CPPA, Ла Фоллет оголосив про свою кандидатуру на президентських виборах 1924 року, заявивши, що «порушити об’єднану владу приватної монополії над політичним і економічним життям американського народу є одне найважливіше питання».  З’їзд CPPA, на якому переважали прихильники Ла Фоллета, швидко схвалив його кандидатуру президента. Перший обранець Ла Фоллетта для його напарника, помічник судді Верховного суду Сполучених Штатів Луї Брендайс, відмовився приєднатися до кампанії. Натомість конвенція висунула кандидатуру сенатора Бертона К. Вілера від Монтани, прогресивного демократа, який відмовився підтримати Джона В. Девіса, кандидат від Демократичної партії в президенти. Хоча соціалісти наполягали на повному переліку кандидатів, за наполяганням Ла Фоллетта, CPPA не створювала офіційної третьої партії чи кандидатів на місця, крім президентських.  Ла Фоллет з’являвся у виборчих бюлетенях у кожному штаті, крім Луїзіани, але його квиток був відомий під різними етикетками, зокрема « Прогресивний », «Соціалістичний», «Безпартійний» і «Незалежний».
Після з'їзду Соціалістична партія Америки, діючи за порадою постійного кандидата в президенти Юджина В. Дебса, підтримала кандидатуру Ла Фоллетта. Американська федерація праці та численні інші групи робітників також підтримали Ла Фоллетта. Серед відомих осіб, які підтримали Ла Фоллетта, були активістка боротьби з народжуваністю Маргарет Сенгер, афроамериканський лідер WEB Du Bois, економіст Торстейн Веблен і видавець газети EW Scripps. Гарольд Л. Ікс та деякі інші прогресивні люди, які підтримали кандидатуру Рузвельта 1912 року, підтримали Ла Фоллета, хоча інші, в тому числі Гіффорд Пінчот, схвалений Кулідж.  Іншою групою, яка підтримувала Ла Фоллетта, було Товариство Штайбена, німецько-американська організація, яка стверджувала, що членами є шість мільйонів. 

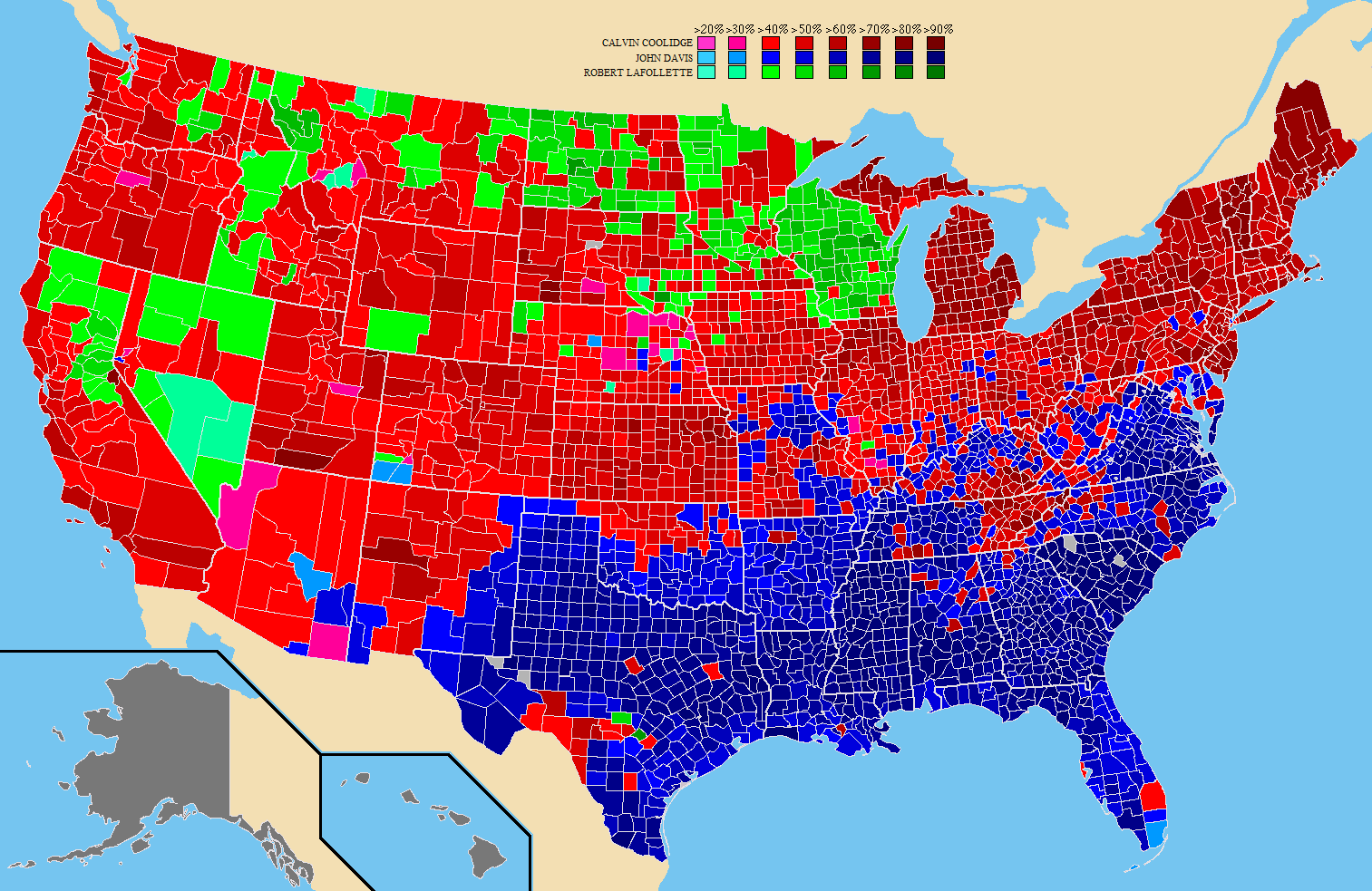
Результати президентських виборів 1924 року по округах. Округи, які виграв Ла Фоллет, позначені зеленим кольором.

Платформа Ла Фоллета ґрунтувалася на багатьох питаннях, над якими він виступав протягом своєї політичної кар’єри.  Він закликав до державної власності на залізниці та електропостачання, дешеві кредити для фермерів, заборону дитячої праці, посилення законів для допомоги профспілкам, більший захист громадянських свобод, кінець американському імперіалізму в Латинській Америці та референдум, перш ніж будь-який президент знову зможе ввести націю у війну.  Професійні азартні гравці спочатку давали Ла Фоллетту шанси на перемогу 16 до 1, і багато хто очікував, що його кандидатура призведе до умовних виборів в Палаті представників. Проте з наближенням дня виборів ті, хто сподівався на перемогу Ла Фоллета, ставали більш песимістичними. Різні групи, які підтримували Ла Фоллета, часто стикалися, і його кампанія не була настільки добре фінансована, як кампанія Девіса та особливо Куліджа. Корпоративні лідери, які бачили в Ла Фоллетті привид класової війни, мобілізувалися проти його кандидатури третьої сторони. Республіканці проводили передвиборну кампанію на платформі «Кулідж або хаос», стверджуючи, що обрання Ла Фоллетта серйозно підриве економічне зростання.  Не боячись перемоги Демократичної партії, Республіканська партія головним чином зосередила свої виборчі напади на Ла Фоллетта.  У серпні та вересні Ла Фоллетт висловив свою опозицію Ку-клукс-клану, описуючи організацію як таку, що містить «насіння смерті» у своєму власному тілі, і його ненависть до імміграційних квот на основі расової дискримінації, водночас захищаючи контроль над імміграцією щодо економічних питань. У відповідь на заяви Ла Фоллетта щодо клану імперський чарівник Гірам Уеслі Еванс засудив Ла Фоллетта як «заклятого ворога країни». 
Зрештою, Ла Фоллетт отримав 16,6 відсотка голосів, а Кулідж — більшість голосів виборців. Ла Фоллет переніс свій рідний штат Вісконсин і посів друге місце в одинадцяти штатах, усі з яких були на захід від річки Міссісіпі. Він показав найкращі результати в сільській місцевості та робітничих міських районах, причому більша частина його підтримки надходила від осіб, пов’язаних із Соціалістичною партією.  Показ Ла Фоллетта в 16,6 відсотка є третім найкращим народним голосуванням за третю партію з часів Громадянської війни в США (після Рузвельта в 1912 році та Росса Перо в 1992 році ), а також його перемоги в його рідному штаті Вісконсин. CPPA розпустилася незабаром після виборів, оскільки різні групи відмовилися від підтримки.

## Смерть і спадок

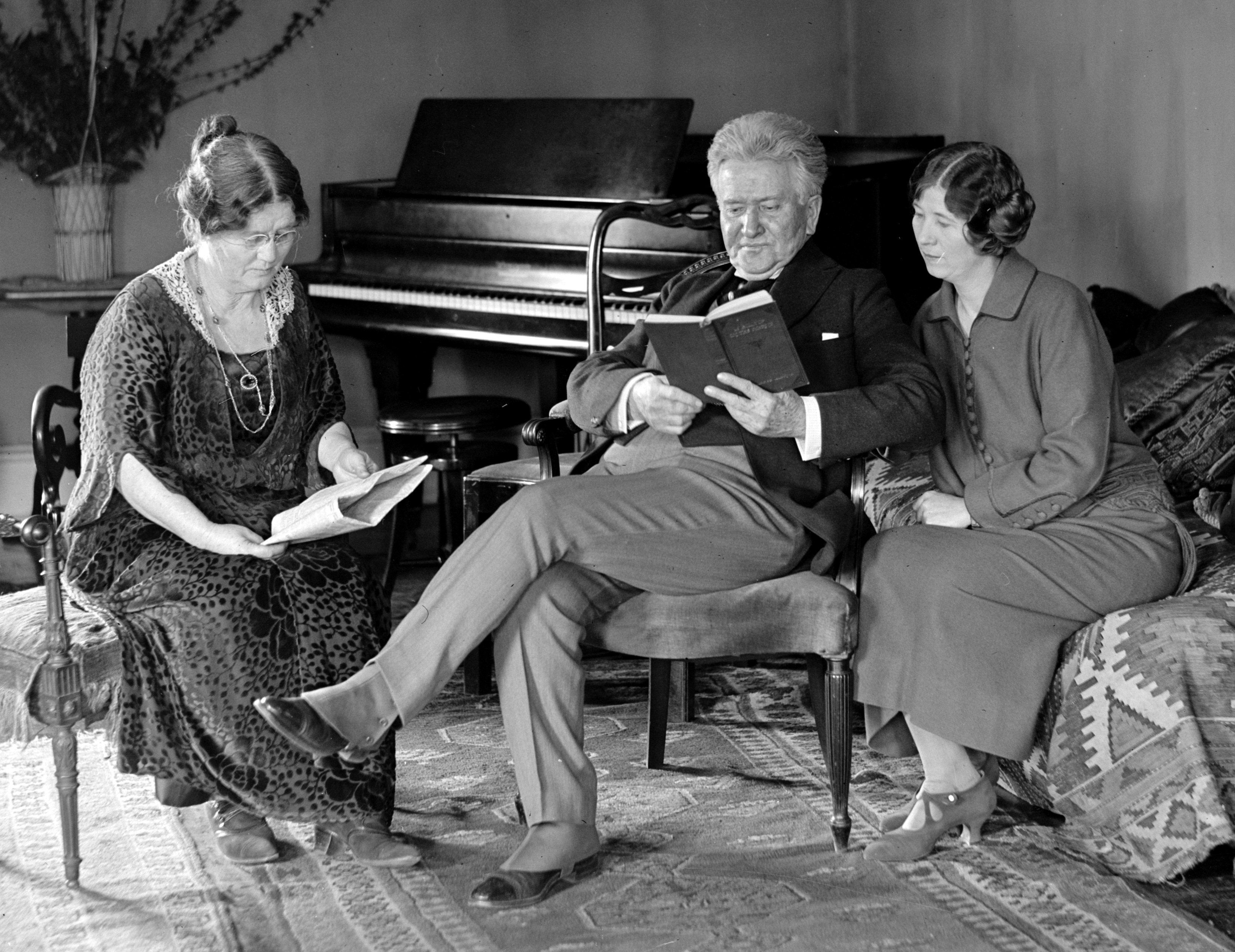
Ла Фоллет з дружиною та донькою в лютому 1924 року

Ла Фоллетт помер у Вашингтоні, округ Колумбія, від серцево-судинної хвороби, ускладненої бронхітом і пневмонією, 18 червня 1925 року, через чотири дні після свого 70-річчя.  Його поховали на цвинтарі Форест-Гілл на західній стороні Медісона, штат Вісконсин.  Після його смерті місце в сенаті було запропоновано його дружині Белль Кейс Ла Фоллетт, але вона відхилила пропозицію.  Згодом його син Роберт М. Ла Фоллет молодший був обраний сенатором від Вісконсину.
Після смерті чоловіка Белль Кейс залишалася впливовою фігурою та редактором. До середини 1930-х років Ла Фоллетс реформували Прогресивну партію на рівні штату у формі Прогресивної партії Вісконсину. Партія швидко, хоч і ненадовго, стала домінуючою політичною силою в штаті, обравши сімох прогресивних конгресменів у 1934 і 1936 роках. Їх молодшого сина, Філіпа Ла Фоллетта, було обрано губернатором Вісконсину, а їх старшого сина, Роберта М. Ла Фоллетта молодшого., змінив свого батька на посаді сенатора. Донька Ла Фоллетт, Фола Ла Фоллетт, була відомою суфражисткою та робітничою активісткою та була одружена з драматургом Джорджем Міддлтоном. Онук, Бронсон Ла Фоллетт, служив на посаді кілька термінівГенеральний прокурор штату Вісконсин і був кандидатом на пост губернатора від Демократичної партії в 1968 році. Ла Фоллетт також вплинув на багатьох інших прогресивних політиків за межами Вісконсину, включаючи Флойда Б. Олсона, Аптона Сінклера, Фіорелло Ла Гуардіа та Уейна Морса.  Сенатора та кандидата в президенти 2020 року Берні Сандерса часто порівнюють із Ла Фоллеттом.
У 1957 році сенатський комітет під головуванням сенатора Джона Ф. Кеннеді вибрав Ла Фоллетта одним із п’яти сенаторів, які були внесені до «зали слави» сенату разом із Генрі Клеєм, Деніелом Вебстером, Джоном С. Калхуном і Робертом. А. Тафт.  Опитування 1982 року, в якому істориків просили скласти рейтинг «десяти найвидатніших сенаторів в історії країни» на основі «досягнень на посаді» та «великого впливу на американську історію», поставило Ла Фоллетта на перше місце разом із Генрі Клеєм.  У 1998 році історик Джон Д. Буенкер описав Ла Фоллетта як «найвідомішу фігуру в історії Вісконсину». Ла Фоллетт представлений однією з двох статуй з Вісконсина в Національному залі скульптур. Овальний портрет Ла Фоллета, написаний його двоюрідним братом Честером Ла Фоллеттом, також висить у Сенаті.  Будинок Роберта М. Ла Фоллетта в Мейпл Блафф, штат Вісконсин, є національною історичною пам'яткою. Інші речі, названі на честь Ла Фоллетта, включають середню школу Ла Фоллетт у Медісоні, Школу зв’язків з громадськістю Роберта М. Ла Фоллетта при Університеті Вісконсину-Медісон та місто Ла Фоллетт, штат Вісконсин.
Фестиваль Бійцівського Боба — це щорічна вереснева подія, яку проводять прогресивні люди Вісконсина за підтримки The Progressive і The Capital Times .  Він був заснований у 2001 році Вісконсинським трудовим юристом та активістом Едом Гарві. Fighting Bob Fest, натхненний Чатокуа, проводився в Барабу, Медісон, Ла-Кросс, Мілуокі  та Стівенс - Пойнт.  Серед доповідачів були такі діячі штату Вісконсин, як конгресмен Марк Покан, колишній сенатор Расс Файнгольд, сенатор Теммі Болдуін і журналіст Джон Ніколс, інші відомі жителі Середнього Заходу, а також національні прогресивні популістські діячі, такі як сенатор від Вермонту Берні Сандерс, Джим Хайтауер, Ніна Тернер  і Джессі Джексон.

## Зовнішні посилання
- The Career of Robert M. La Follette—documentary coverage at the Wisconsin Historical Society
- Statement of Free Speech and the Right of Congress to Declare the Objects of the War
- Statement of Robert La Follette Sr. on Communist Participation in the Progressive Movement, 26 May 1924
- Wisconsin Electronic Reader—Senator La Follette's picture biography